# Assemblée législative nationale de transition (2021)
Pour les articles homonymes, voir Assemblée législative nationale de transition.
Assemblée législative nationale de transition (2016)
Complexe des ministères
L'Assemblée législative nationale de transition (en anglais : Transitional National Legislative Assembly abrégé TNLA) est la chambre basse de la législature nationale du Soudan du Sud.
Mise en place en 2021, elle remplace l'ancienne Assemblée législative nationale de transition à la suite d'un nouvel accord de paix entré en vigueur en 2020.

## Composition
L'Assemblée législative nationale de transition est composée de 550 membres, tous nommés par le président du Soudan du Sud de la façon suivante :
- 332 membres représentant le Gouvernement d'unité nationale de transition (membres du Mouvement populaire de libération du Soudan (SPLM)) ;
- 128 membres représentant le Mouvement populaire de libération du Soudan en opposition (SPLM-IO) ;
- 50 membres représentant l'Alliance de l'opposition du Soudan du Sud (SSOA) ;
- 30 membres représentant différents partis politiques d'opposition ;
- 10 membres représentant les anciens détenus.